# Acanthopelma rufescens
Acanthopelma rufescens là một loài nhện trong chi Acanthopelma. Đây là loài đặc hữu của Trung Mỹ.